# 大阪市立環境科学研究所附設栄養専門学校
大阪市立環境科学研究所附設栄養専門学校（おおさかしりつ かんきょうかがくけんきゅうじょ　ふせつえいようせんもんがっこう）は、大阪市天王寺区にあった公立（大阪市立）の専修学校。

## 概要
栄養士を養成することを目的とした2年制の専修学校だった。大阪市立環境科学研究所に附設された学校であり、同研究所の研究員が授業を担当したり、研究所の施設を実習で使用するなど、教育活動のあらゆる分野で同研究所の全面的なバックアップを受けていた。
2003年の石川県立金沢女子専門学校廃止後は、全国で唯一の公立の栄養専門学校であった。

## 沿革
- 1949年 - 大阪市立生活科学研究所附設栄養学院として、大阪市北区北扇町（現在の北区扇町）で開学。1年制。
- 1950年4月 - 栄養士法の改正に伴い、2年制に移行。
- 1950年9月 - 大阪市立衛生研究所附設栄養学院と改称。
- 1974年12月 - 大阪市立環境科学研究所附設栄養学院と改称。
- 1976年8月 - 現在地に移転。
- 1976年12月 - 学校教育法の改正に伴い、専修学校となる。
- 1977年4月 - 大阪市立環境科学研究所附設栄養専門学校と改称。
- 2014年4月 - 閉校。

## 交通
- 大阪環状線・近鉄大阪線・大阪市営地下鉄千日前線鶴橋駅南へ約400m。
- 大阪環状線桃谷駅北へ約600m。